# Mu ren zhuang
Il Muk Yan Chong (木人樁 in cinese, Murenzhuang in Pinyin, in italiano chiamato comunemente pupazzo/uomo/bambola di legno) è un attrezzo usato nell'addestramento del Wing Chun e in altri stili di Kung Fu della Cina meridionale. È costituito da un tronco di legno, dal quale sporgono tre pioli su cui allenare le tecniche di braccia (due più in alto, a formare una V; il terzo poco più in basso, centrale) e uno, più lungo e curvo, per l'allenamento delle tecniche con le gambe.
Ne esistono di due tipi:

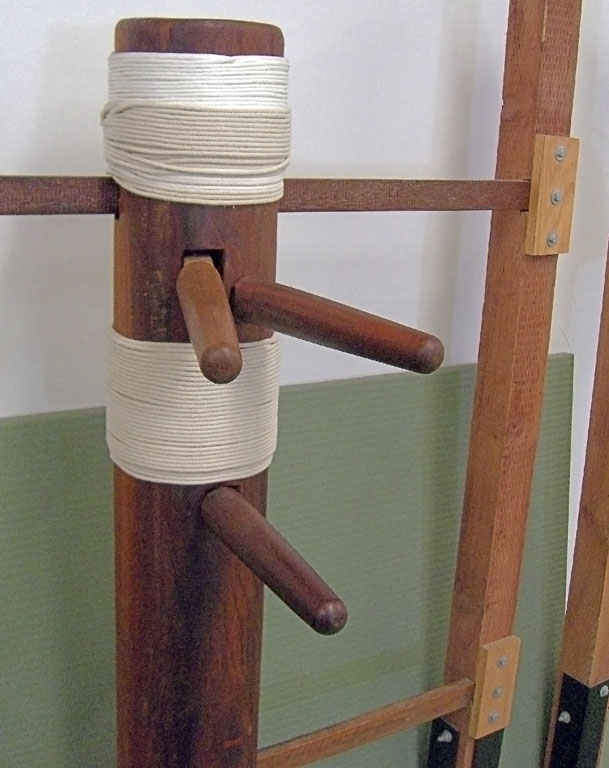
Muk Yan Chong

- L'uomo di legno morto, sprovvisto di telaio e piantato direttamente nel terreno. Essendo fisso e privo di oscillazioni è adatto ai principianti;
- L'uomo di legno vivo, fissato su telaio oscillante, risponde ai colpi del praticante restituendo la forza che gli viene espressa. Consigliato solo ai praticanti esperti, è adatto all'allenamento dell'omonima forma nel Wing Chun.

## IlMuk Yan Chongnel Wing Chun
Forma avanzata del Wing Chun composta di 116 movimenti che vengono eseguiti al Muk Yan Chong, dal quale prende il nome. Con essa, il praticante impara a gestire un avversario i cui angoli sono indeformabili e a gestire l'energia dei propri colpi, che il pupazzo restituisce sotto forma di vibrazioni.
Nel Wing Chun ogni lato del pupazzo è "a sé", cioè ogni tecnica eseguita su un lato è indipendente da quella eseguita sull'altro, da cui nasce il modo di dire cinese "il pupazzo contiene due avversari".